# المعهد العالي للبيوتكنولوجيا بالمنستير
المعهد العالي للبيوتكنولوجيا بالمنستير هو إحدى المؤسسات العليا التابعة لجامعة المنستير، وقد أحدث عام 2001 بمقتضى بأمر عدد 1912 المؤرخ في 14 أوت 2001. ويتمتع بالشخصية المدنية والاستقلال المادي. وقد نشأ هذا المعهد عن تطور لقسم العلوم البيولوجية لكلية العلوم بالمنستير.

شعار المعهد العالي للبيوتكنولوجيا بالمنستير

## أرقام
طبقا لأرقام السنة الدراسية 2007-2008 يدرس بها 2820 طالبا من بينهم 2193 طالبة.

## الشهادات
والدراسة بالمعهد تنتهي في إطار نظام الإجازة الماجستير والدكتوراه (إمد) بالحصول على الشهادات التالية:
- الإجازة الأساسية في علوم الأحياء
- الشهادة الأساسية في بيولوجيا الخلايا والهباءات والبيوتكنولوجيا
- الشهادة التطبيقية في التغذية
- الشهادة التطبيقية في مراقبة جودة الأغذية
- الشهادة التطبيقية في البيوتكنولوجيا
- الشهادة التطبيقية في البيوتكنولوجيا الطبية
- الشهادة التطبيقية في البيوتكنولوجيا البحرية والفلاحة البحرية

## وصلة خارجية
- موقع المعهد العالي للبيوتكنولوجيا بالمنستير.